# Jovanka Kalić-Mijušković
Jovanka Kalić-Mijušković, cyr. Јованка Калић-Мијушковић (ur. 15 września 1933 w Belgradzie) – serbska historyczka, członek Serbskiej Akademii Nauk i Sztuk.

## Życiorys
Studia historyczne na Wydziale Filozoficznym Uniwersytetu Belgradzkiego ukończyła w 1956. Jeszcze w czasie studiów rozpoczęła pracę naukową. W latach 1958–1961 była zatrudniona na stanowisku asystenta w Instytucie Historycznym w Belgradzie. W 1961 awansowała na stanowisko wykładowcy, a w 1964 obroniła pracę doktorską poświęconą średniowiecznej historii Belgradu. W 1976 uzyskała tytuł profesorski. Po śmierci Ivana Božicia objęła stanowisko kierownika katedry historii powszechnej. W tym czasie realizowała projekt z zakresu przeszłości bizantyjskiej ziem jugosłowiańskich, finansowany przez The International Committee of Historical Sciences. Występowała na uczelniach europejskich i amerykańskich jako visiting professor, prowadziła wykłady m.in. na Uniwersytecie Warszawskim.
W 1994 została wybrana członkiem Serbskiej Akademii Nauk i Sztuk. Za swoją pracę naukową została wyróżniona nagrodą przyznawaną przez władze Belgradu.

## Wybrane dzieła
- 1967: Београд у средњем веку (Belgrad w średniowieczu)
- 1994-2012: Срби у позном средњем веку (Serbowie w późnym średniowieczu), 3 tomy
- 2006: Европа и Срби: Средњи век (Europa i Serbowie. Wieki średnie).